# Gallia (Schiff, 1913)
Die Gallia ist ein Schaufelraddampfer auf dem Vierwaldstättersee in der Schweiz. Sie wird von der Schifffahrtsgesellschaft des Vierwaldstättersees betrieben und gilt als der schnellste Raddampfer auf europäischen Binnenseen.

## Geschichte

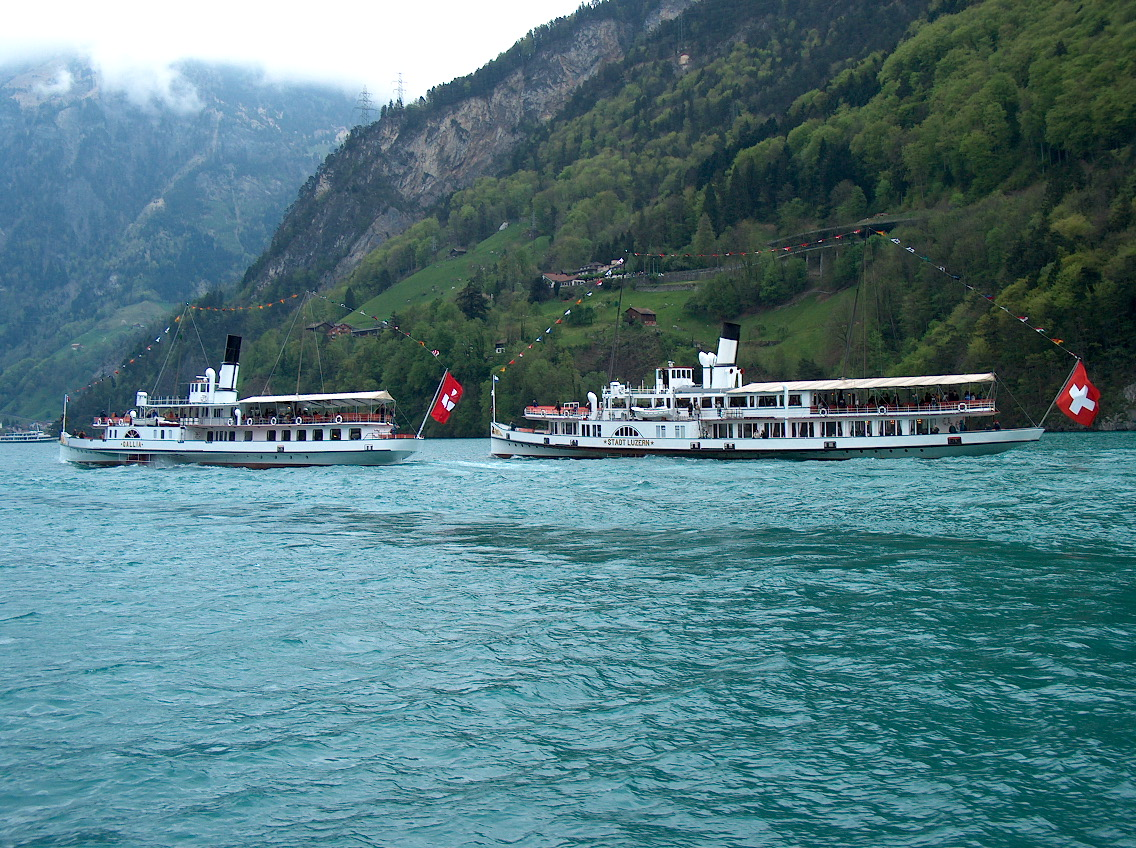
Die Gallia und die Stadt Luzern anlässlich eines Schau-Dampferrennens 2004

Die damalige Dampfschiffgesellschaft des Vierwaldstättersees (DGV) bestellte das Salon-Dampfschiff 1912 bei Escher-Wyss in Zürich. Der Stapellauf fand am 2. Juni 1913 statt, am 19. wurden erste Probefahrten durchgeführt und am 10. Juli konnte der fahrplanmässige Einsatz aufgenommen werden. Es handelt sich um das letzte, grösste und schnellste Dampfschiff, das von Escher-Wyss für den Vierwaldstättersee geliefert wurde.
Der Salon des Schiffs ist im Stil des Neu-Empire gestaltet und immer noch mit seinem Originalmobiliar ausgestattet. Die grossflächigen Fenster bildeten für die Dampfer auf dem Vierwaldstättersee eine Neuerung.
Mit der Namensgebung der Gallia schloss man sich einer Serie von älteren Vierwaldstättersee-Dampfern mit Ländernamen an: Helvetia, Germania und Italia; inzwischen ist die Gallia das einzige „Länderschiff“ auf dem See, abgesehen vom unter Bezugnahme auf diese Tradition „völkerverbindend“ benannten Motorschiff Europa. Bugzier der Gallia ist der gallische Hahn und am Bugmast führt sie die Flagge Frankreichs.
Ein Plan von 1920, das Schiff von zwei auf drei Decks umzubauen, wurde nicht umgesetzt. Die Gallia wäre zugleich verlängert worden und hätte einen dritten Dampfkessel mit zusätzlichem Schornstein erhalten. 1952/53 wurde sie von Kohle- auf Schwerölfeuerung umgebaut. Hauptrevisionen erfolgten 1936/37, 1945, 1969 und von 1977 bis 1979. Anlässlich einer Totalsanierung von 2001 bis 2004 wurde ein neuer Dampfkessel eingebaut.
Wie auch die anderen vier aktiven Vierwaldstättersee-Dampfer Uri, Unterwalden, Schiller und Stadt Luzern wurde die Gallia als Kulturgut von nationaler Bedeutung (Kategorie A) eingestuft.

## Einsatz
Die Gallia erreicht eine hohe Geschwindigkeit von 31,5 km/h. Dies machte sie seit jeher geeignet für Kurse mit knappen Fahrzeiten, wobei sie bis zum Umbau auf Schwerölfeuerung eher zurückhaltend eingesetzt wurde. Mit Stand Ende Saison 2008 hatte sie 1.187.319 km geleistet.
Der Dokumentarfilm Lopper von Arnold Odermatt und Urs Odermatt zeigt die Gallia 1961 bei der Querung der Acheregg-Seeenge am Lopper bei Stansstad mit der geöffneten historischen Achereggdrehbrücke.